# Мис Акцій

Карта битви при Акції

А́кцій, сучасна назва Пунта — мис на західному узбережжі Амбракійської затоки, Греція.

## Історія
Біля Акція 2 вересня 31 до н. е. відбулась битва між флотом Октавіана (Августа) і об'єднаним флотом Марка Антонія та єгипетської цариці Клеопатри. Перемога біля Акція дала можливість Октавіану встановити єдиновладдя в Стародавньому Римі і поклала початок Римській імперії.
Через півтори тисячі років, 28 вересня 1538 року тут же відбулась інша знаменита морська битва — Битва при Превезі, в якій османський флот на чолі з колишнім корсаром Хайреддіном Барбароссою наголову розбив вдвічі більший за нього об'єднаний флот християнських держав на чолі із знаменитим генуезьким адміралом Андреа Доріа. Поселення Превеза знаходиться навпроти мису Акцій, з іншої сторони вузької протоки, що з'єднує Амбракійську затоку з Іонічним мрем.